# فورد فیرلین (استرالیا)
فورد فیرلین (استرالیا) (Ford Fairlane (Australia)) خودرویی است که در سال‌های ۱۹۵۹ تا ۲۰۰۷تولید شده‌است. است.

## نگارخانه

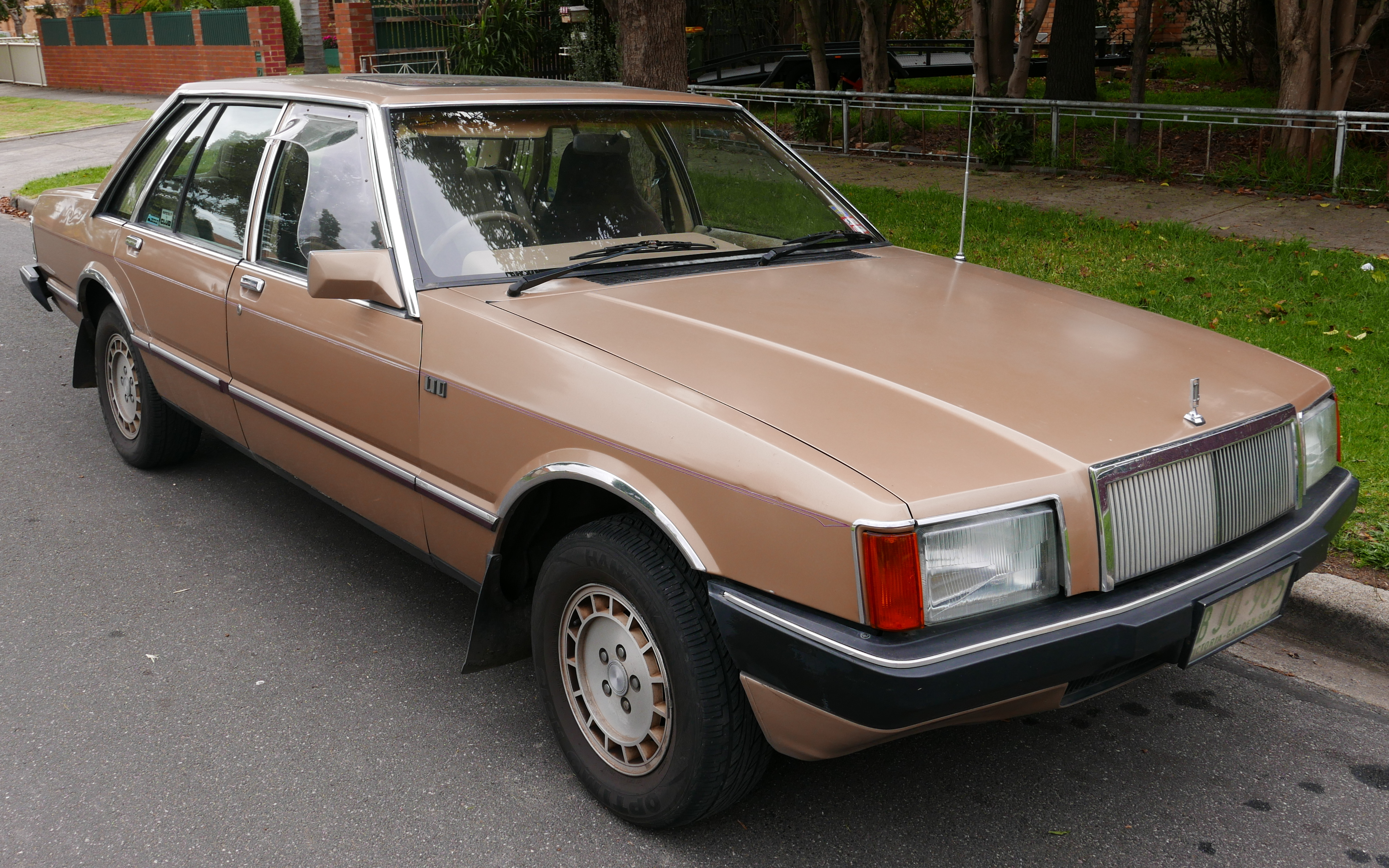
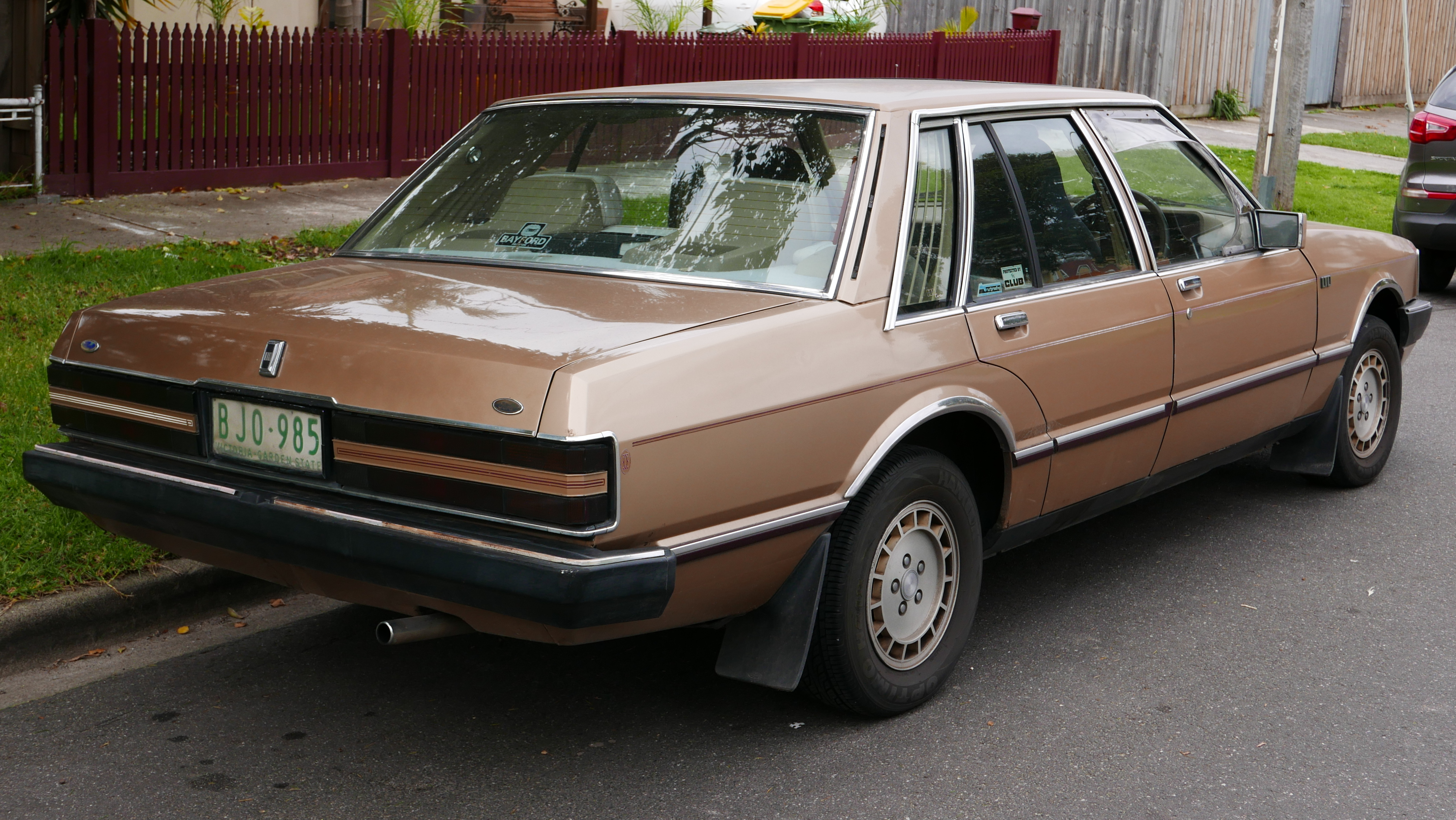
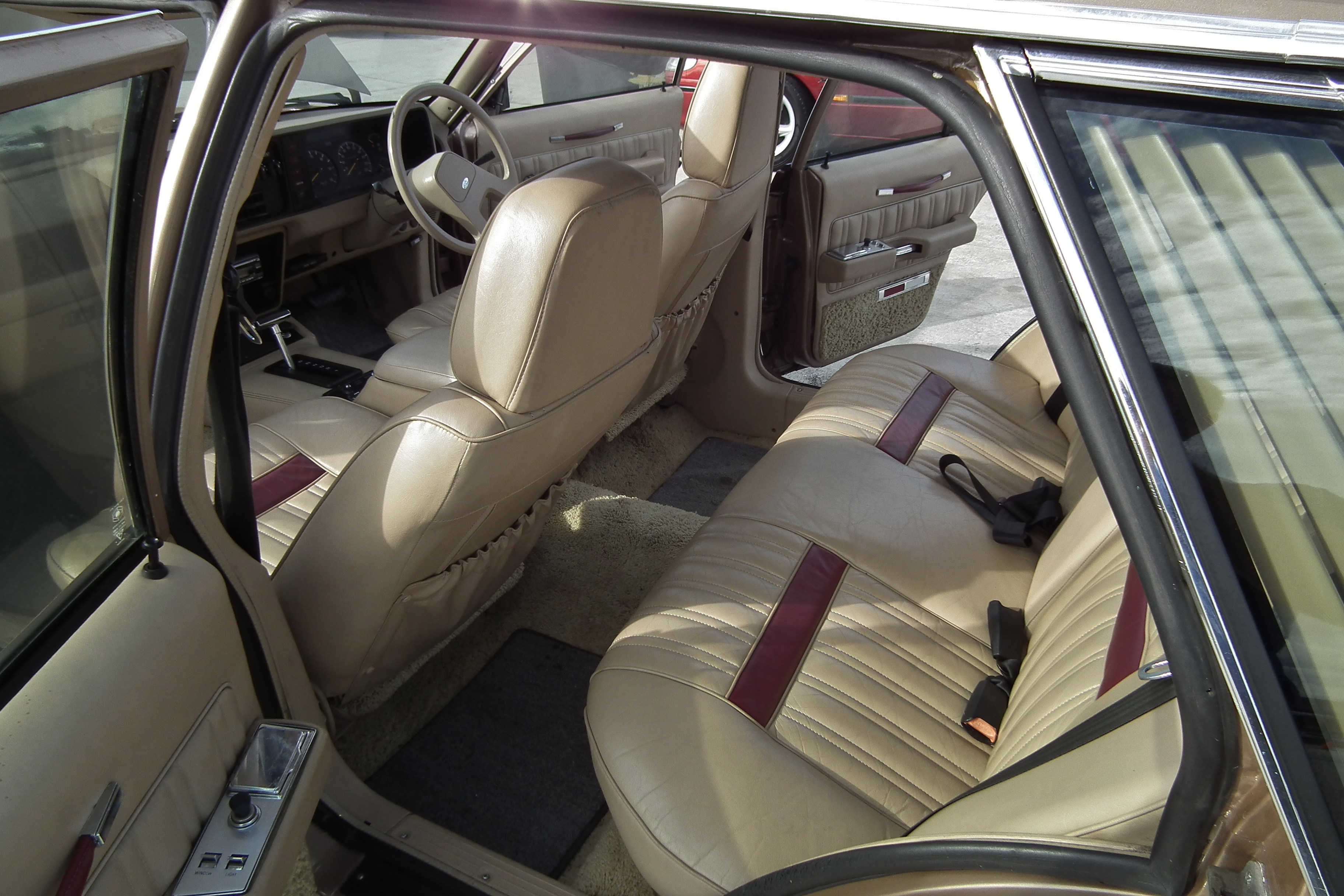